# Heidi Montag
Pour les articles homonymes, voir Montag et Blair.
 (décembre 2016).
Si vous disposez d'ouvrages ou d'articles de référence ou si vous connaissez des sites web de qualité traitant du thème abordé ici, merci de compléter l'article en donnant les références utiles à sa vérifiabilité et en les liant à la section « Notes et références ».
Heidi Blair Pratt, née Heidi Montag le 15 septembre 1986, est une chanteuse américaine, personnalité de la télévision, et styliste. 
Elle est connue pour être un des personnages principaux dans l'émission de télé-réalité Laguna Beach : The Hills. Sa célébrité est également due à ses interventions de chirurgie esthétique qui ont failli lui coûter la vie. En 2022, elle accuse Lady Gaga d’avoir nui à sa carrière. 

## Biographie
Heidi Montag est née le 15 septembre 1986 au Colorado. Elle a pour père, Bill Montag, qui est un cow-boy, et pour mère, Darlene Egelhoff. Sa sœur aînée, qui est aussi actrice, s'appelle Holly Montag. Leur différence d'âge est de trois ans.

## Discographie

### Titres promotionnels
- Higher, 5 février 2008
- No More, mars 2008
- One More Drink, juin 2008
- Fashion, juin 2008
- Overdosin, 18 août 2008
- Blackout, 2009
- Look How I'm Doing, 2009
- Body Language (feat. Spencer Pratt), 2009
- Sex Ed, 15 février 2010
- Trash Me, 15 février 2010

### Remix
- More is More (Remix par Dave Aude), 2008

### Vidéographie
- Higher, 2008
- Overdosin, 2008
- Blackout, 2009
- Superficial, 2010

## Filmographie

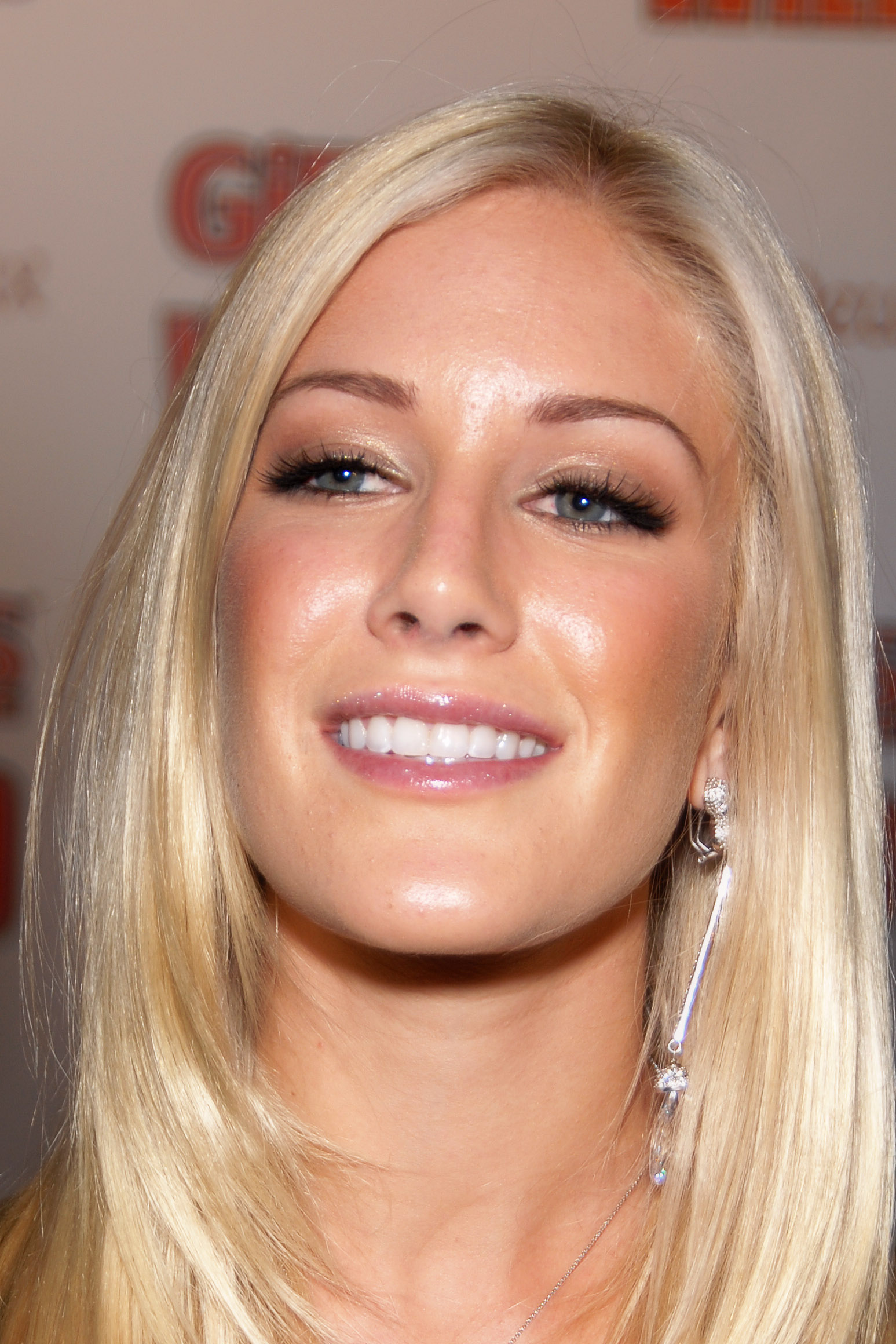
Heidi Montag à l'époque de The Hills.

### Au cinéma
- 2011 : Le Mytho - Just Go With It : Kimberly

### À la télévision
- 2005 : Laguna Beach : The Real Orange County : Elle-même (saison 2)
- 2006-2010 : The Hills : Elle-même (saison 1-6)
- 2009 : I'm a Celebrity... Get Me Out of Here ! : Elle-même (saison 2)
- 2009 : How I Met Your Mother : Elle-même (1 épisode)
- 2011 : Famous Food : Elle-même (saison 1)
- 2013, 2017 : Celebrity Big Brother : Elle-même (saison 11 et 19)
- 2013 : Speidi: Scandals, Secrets and Surgery : Elle-même (Documentaire)
- 2019 : The Hills: New Beginnings : Elle-même (depuis la saison 1)

## Récompenses et nominations

### Récompenses
2009
- Entertainment Weekly (magazine) : La pire chanson de l'année : Body Language (Heidi Montag feat. Spencer Pratt)
- Entertainment Weekly (magazine) : Le pire livre de l'année : How to Be Famous, par Spencer Pratt & Heidi Montag

### Nominations
2008
- Teen Choice Awards : Actrice féminine de la télévision (Laguna Beach : The Hills).

## Vie privée
Heidi est mariée avec Spencer Pratt. Le 1er octobre 2017, elle est devenue maman d'un petit garçon.